# Do Ab, Bamiyan
Do Ab är en ort i Afghanistan. Den ligger i provinsen Bamiyan och distriktet Kahmard, i den nordöstra delen av landet, 160 kilometer nordväst om huvudstaden Kabul. Do Ab ligger 1 753 meter över havet.